# جایزه گرمی بهترین بسته‌بندی آلبوم
جایزه گرمی برای بهترین بسته‌بندی آلبوم یکی از جوایز گرمی است که به بهترین آلبوم از دید جلد و بسته‌بندی داده می‌شود. این جایزه به کارگردان هنری آلبوم مربوطه داده می‌شود و نه آنهایی که آهنگ‌های آلبوم را ایجاد کرده‌اند.

## تاریخچه
اهدای این جایزه در دوره‌های نخست (مابین ۱۹۵۹ تا ۱۹۶۲) با نام بهترین جلد آلبوم انجام می‌گرفت. از ۱۹۶۲ تا ۱۹۶۵ به دو دسته کلاسیک و غیرکلاسیک دسته‌بندی شد. از ۱۹۶۶ تا ۱۹۶۸ به دو بخش هنر گرافیکی و عکاسی دسته‌بندی شد. در ۱۹۷۴ به بهترین بسته‌بندی آلبوم تغییر پیدا کرد و در ۱۹۹۴ به نام کنونی‌اش تغییر داده شد.